# Mama
El término científico mama se emplea para designar las protuberancias glandulares secretoras de leche situadas en el pecho de las mujeres, de otras hembras primates y de otras mamíferas como la elefanta, y de otras zonas en otras especies de mamíferos. Comprende a la glándula mamaria y los conductos galactóforos, al tejido conjuntivo y a la grasa perilobular.
En la anatomía humana, las mamas se desarrollan en un par, mientras que en otros mamíferos se suelen hallar en varios, a veces numerosos pares. Su estructura es generalmente asimétrica, siendo uno de los pechos mayor, o la forma y situación del pezón diferente en ambos pechos.
Es muy frecuente usar el eufemismo y pseudocultismo «senos» como sinónimo de mamas; sin embargo, el término es impreciso: la palabra «seno», aplicada a la mama, corresponde en realidad al espacio que se ubica entre las mamas. En español coloquial, las mamas humanas suelen llamarse tetas, pechos, bubis, chichis, entre otros muchos nombres. En el caso de otros mamíferos, no se utilizan algunos términos más específicamente referidos a humanos, como «pechos», pero se añaden otras denominaciones, como braguero o ubres (este último término, si bien considerado correcto por algunos en su aplicación a humanos, normalmente solo es utilizado, en esos casos, de forma vulgar e, incluso, despectiva, para referirse a mamas de gran tamaño).
Los mamíferos machos también poseen mamas, aunque estas no están completamente desarrolladas.

## Características

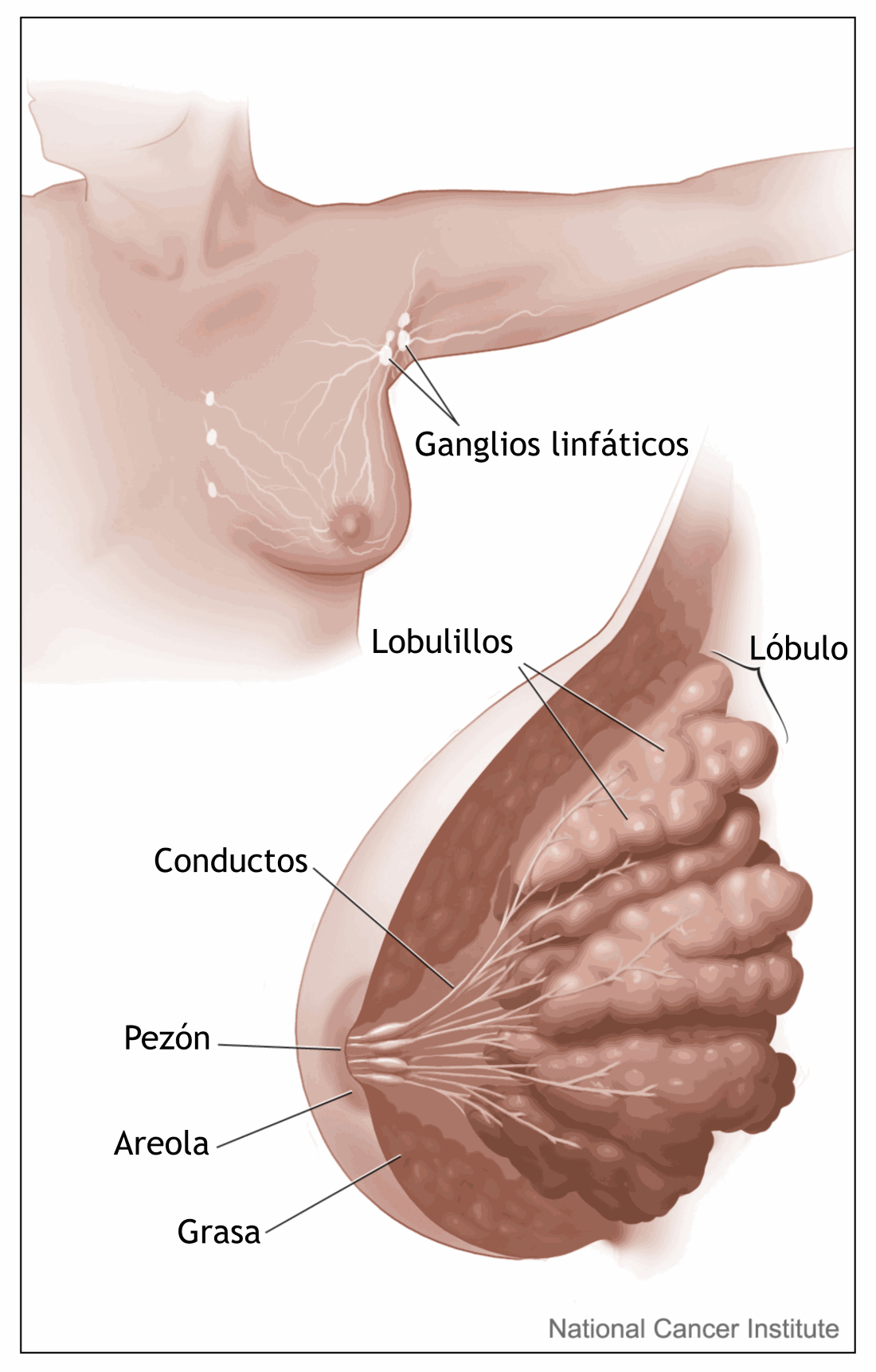
La mama femenina junto con los ganglios linfáticos y los vasos. Un recuadro muestra una vista en primer plano de la mama con las siguientes partes etiquetadas: lobulillos, lóbulo, conductos, pezón, areola y grasa.

Cada mama, cuyo aspecto exterior es una prominencia de tamaño y turgencia muy variables, posee ciertas estructuras tanto externas como internas, comenzando por las del exterior en donde se puede visualizar el pezón y la areola. Internamente la mama posee gran cantidad de tejido adiposo, que la constituye en un 90% dándole forma abultada, además se integran al tejido los conductos galactóforos y la glándula mamaria, encargados ambos de la producción y secreción de leche materna. Las glándulas mamarias se distribuyen por toda la mama, aunque las dos terceras partes del tejido glandular se encuentran en los 30 mm más cercanos a la base del pezón.
Estas glándulas drenan en el pezón por medio de ductos, cada uno de los cuales tiene su propia apertura o poro. La intrincada red formada por los ductos se ordena de forma radial y converge en el pezón. Sin embargo, los ductos más próximos a este no actúan como reservorios de leche.

### Histología
La glándula mamaria consta de dos elementos fundamentales: los acinos glandulares, donde se encuentran las células productoras de leche y los ductos, un conjunto de estructuras tubulares y huecas, ramificadas en forma de árbol, cuyas luces confluyen progresivamente en canalículos más y más gruesos hasta terminar en uno de los doce a dieciocho vértices llamados galactóforos. Los galactóforos son dilataciones ductales a modo de reservorios situados inmediatamente por detrás del pezón, formados por un epitelio escamoso no querantinizado.
En la base del conjunto areola-pezón se localizan las células mioepiteliales, con la particularidad de que son capaces de contraerse a la manera de las musculares lisas. Un conjunto de fibras de músculo liso en forma radial, provocan la erección del pezón ante estímulos como succión, roce, tacto y frío, produciendo la salida de la leche almacenada en los galactóforos.
El resto de las mamas está compuesto por tejido conjuntivo -colágeno y elastina-, tejido adiposo (grasa) y una aponeurosis llamada ligamento de Cooper. La proporción de glándula y tejido adiposo parte de 1:1 en mujeres que no están lactando, hasta 2:1 en mujeres lactantes.

### Drenaje linfático
Aproximadamente un 75% de la linfa proveniente de las mamas viaja a los ganglios linfáticos de la axila del mismo lado. El resto viaja a los ganglios paraesternales, a la mama del lado opuesto y finalmente hasta los ganglios linfáticos abdominales. Los ganglios axilares incluyen el grupo inferior o pectoral —que drena la parte profunda y transmuscular—, el grupo interno o subescapular —que drena la parte interna de la glándula mamaria— y el grupo externo o humeral —que drena el borde externo de la mama—.
El drenaje linfático de las mamas drena en los ganglios linfáticos de la axila.
Este drenaje tiene particular importancia en la oncología, debido a que las mamas son un lugar frecuente de desarrollo de cáncer, si células malignas se desprenden del tejido mamario, podrían dispersarse a otras partes del cuerpo a través del sistema linfático produciendo metástasis. El hecho de que los vasos linfáticos recorran el tejido transmuscular del pectoral mayor es justificativo para la extirpación del mismo en el tratamiento quirúrgico del cáncer de mama —la llamada mastectomía radical de Halsted—.

### Forma y soporte
Las mamas varían considerablemente en tamaño y forma. Su apariencia externa no predice su anatomía interna o su potencial de lactancia. La forma de la mama depende en gran medida de su soporte, el cual proviene principalmente de los ligamentos de Cooper y del tejido torácico subyacente sobre el cual descansa. Cada mama se adhiere en su base a la pared torácica por una fascia profunda que recubre los músculos pectorales. En la parte superior del pecho recibe cierto soporte de la piel que los recubre. Esa combinación de soporte anatómico es lo que determina la forma de las mamas. En un pequeño grupo de mujeres, los ductos y galactóforos son visibles por no fusionarse con el tejido que los rodea.
La ubicación del pezón en relación con el pliegue inframamario define el término ptosis, en el cual la mama cuelga de tal manera sobre el pecho que el pezón sobrepasa el pliegue inframamario. En algunos casos el conjunto pezón-areola puede a veces llegar a colgar hasta el nivel del ombligo. La distancia entre el pezón y la base superior del esternón en un seno joven, promedia 21 cm y es una medida antropométrica usada para determinar la simetría mamaria y el ptosis. Las mamas existen en un rango de proporción entre longitud y diámetro de la base, variando de 1:2 hasta 1:1.

## Anatomía

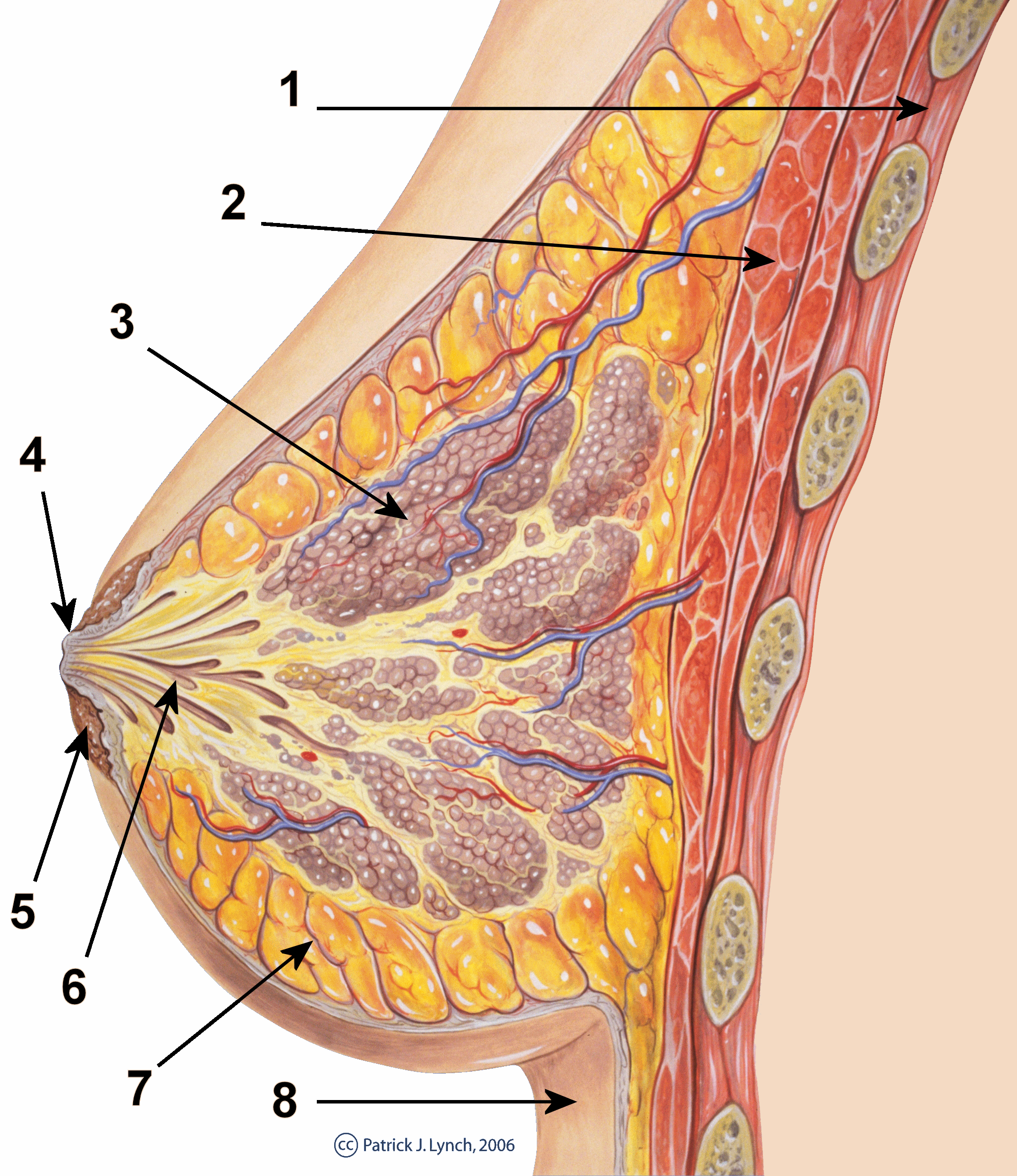
Esquema de la glándula mamaria:
1. Caja torácica
2. Músculo pectoral mayor
3. Lóbulos
4. Pezón
5. Areola mamaria
6. Conducto galactóforo
7. Tejido adiposo
8. Piel

Las mamas se ubican sobre el músculo pectoral mayor y por lo general se extienden verticalmente desde el nivel de la segunda costilla, hasta la sexta o séptima. En sentido horizontal, se extiende desde el borde del hueso esternón hasta una línea media, imaginaria, de la axila. A nivel del extremo anterior más distal del tórax, a la altura del tercer espacio intercostal, la piel se especializa para formar la areola y el pezón.
Cada mama limita en su cara posterior con la aponeurosis o fascia del músculo pectoral y contiene abundante tejido graso allí donde no hay tejido glandular. La grasa y el tejido conectivo, junto con los ligamentos de Cooper (que unen la glándula a la piel) constituyen un verdadero ligamento que dan forma y la sostienen, permitiendo el deslizamiento normal del seno sobre los planos musculares subyacentes. La mama, además, contiene vasos arteriales, venosos y linfáticos, así como elementos nerviosos. No existe dentro del seno nada que se parezca a una cápsula continua que envuelva a la mama. De hecho es muy común que exista un tejido llamado aberrante o ectópico (literalmente ‘fuera de sitio’) en zonas bastante alejadas de la mama.
El cuadrante superior lateral (el más alejado del esternón) se extiende diagonalmente en dirección a la axila y se le conoce como la cola de Spence. Una delgada capa de tejido mamario se extiende desde la clavícula por arriba, hasta la séptima u octava costilla por abajo y desde la línea media hasta el borde del músculo dorsal ancho. No es raro encontrar tejido mamario en pleno hueco de la axila o bajo la piel, en la cara anterior del abdomen.
La circulación sanguínea arterial de las mamas proviene de la arteria torácica interna (antes llamada arteria mamaria interna), que deriva de la arteria subclavia; de la arteria torácica lateral, de la arteria toracoacromial (ambas nacen de la arteria axilar) y de las arterias intercostales posteriores. El drenaje venoso de los senos es realizado principalmente por la vena axilar, aunque también pueden participar las venas torácica interna e intercostales. Tanto los hombres como las mujeres tienen una gran concentración de vasos sanguíneos y nervios en los pezones.
En ambos sexos, los pezones tienen capacidad eréctil como respuesta tanto a estímulos sexuales, como al frío. La inervación de las mamas es dada por estímulos de ramas anteriores y laterales de los nervios intercostales cuatro a seis, provenientes de los nervios espinales. El pezón es inervado por la distribución dermatómica del nervio torácico T4.

## Embriología
Embriológicamente el tejido glandular de la mama no es sino el producto del desarrollo desmesurado—desde el punto de vista morfológico y funcional— de glándulas sudoríparas modificadas de la piel, adaptadas para la producción de leche.[cita requerida] La leche materna es un tipo de secreción de valor nutricional alto, adecuadamente adaptado a las necesidades de los recién nacidos y única fuente de alimento y anticuerpos durante los primeros meses de vida.
El desarrollo mamario durante la pubertad obedece al estímulo de hormonas ováricas, principalmente estrógeno y progesterona. El estrógeno estimula el desarrollo de la porción excretora de la glándula mamaria —principalmente los galactóforos— y la progesterona es responsable del desarrollo de la porción secretora —los lobulillos—. Estas hormonas impulsan el desarrollo de características femeninas, produciendo el mismo efecto en hombres con desequilibrios hormonales o en personas que necesiten modificar su identidad sexual.

## Desarrollo

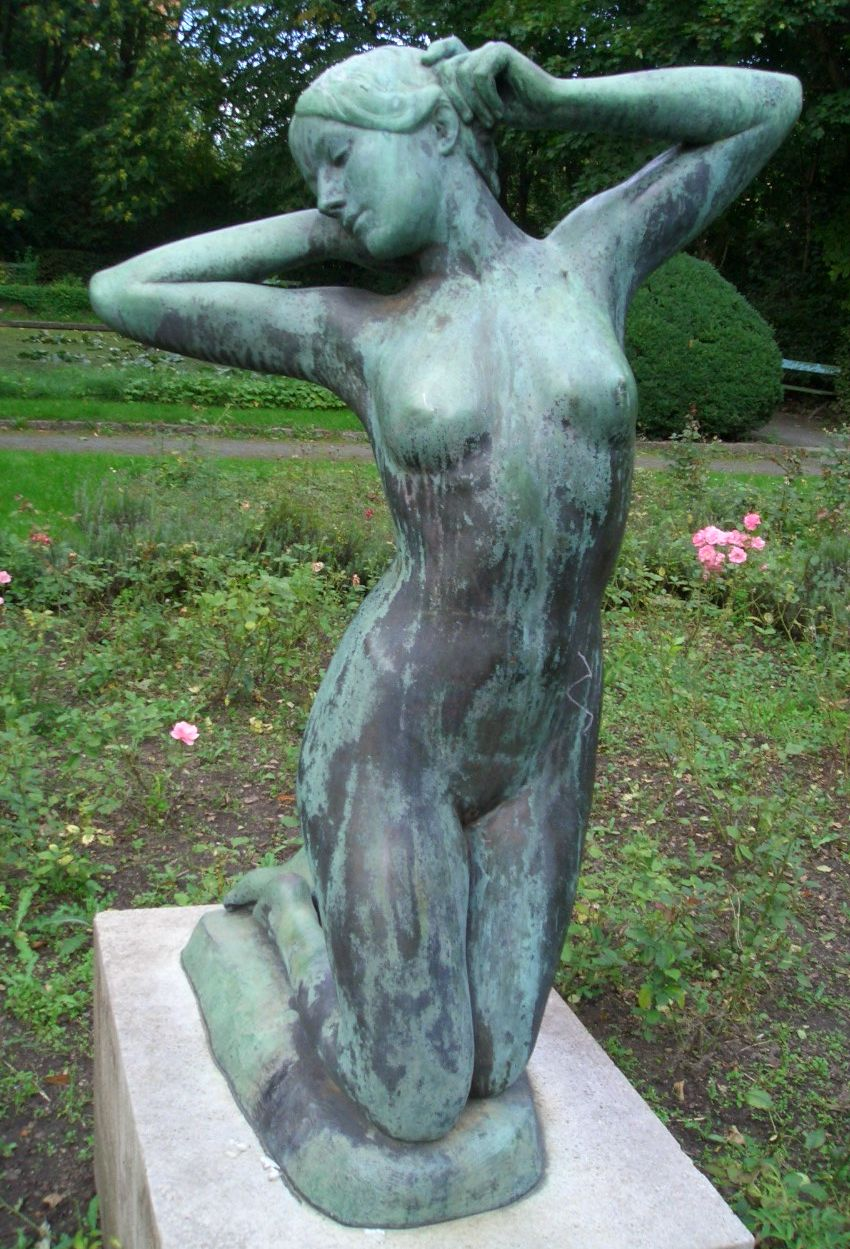
El desarrollo de las mamas es uno de los signos de la madurez sexual femenina.

La mama experimenta cambios a lo largo del desarrollo del individuo. Salvo casos particulares, más o menos patológicos, la mama del varón se atrofia por completo, si bien el conjunto areola-pezón nunca desaparece y conserva siempre su sensibilidad particular y la capacidad de fruncimiento de la areola y de erección del pezón ante los estímulos. Los varones sometidos a tratamiento con estrógenos o que abusan de ciertas drogas, pueden desarrollar acúmulos de grasa que toman la forma de mamas (pseudoginecomastia) pudiendo secretar fluidos espontáneamente, aunque sin contenido lácteo. El desarrollo de verdaderas mamas en los hombres, compuestas por glándulas y demás estructuras, se denomina ginecomastia. Los varones obesos también suelen desarrollar una pseudoginecomastia, pero sin los componentes anatómicos femeninos.
En casos aislados existen personas con más de dos glándulas, lo que se conoce como polimastia. Cada mama «de más» se denomina «mama supernumeraria» y tiene una situación anormal, aunque casi siempre se localizará dentro de una línea imaginaria situada a cada lado del cuerpo, desde el vértice de la axila hasta la cara lateral del labio mayor de la vulva (base del escroto en el varón) del mismo lado. La presencia de pezones supernumerarios, de diferentes proporciones y composición, se conoce como politelia.

### Cambios durante la pubertad
En los individuos de corta edad, en condiciones normales, la mama permanece en un estado embrionario y no se desarrolla hasta la pubertad. Las niñas típicamente desarrollan las mamas de manera no simultánea, notando la aparición de un botón mamario firme y directamente retroareolar, debajo del centro de la areola, frecuentemente algo excéntrico. Pronto se desarrolla el botón en el otro lado, aunque pueden desarrollarse simultáneamente, y en poco tiempo las dos mamas van adquiriendo su aspecto desarrollado habitual, bajo el estímulo de las hormonas sexuales femeninas. El desarrollo del tejido adiposo y conectivo aumenta bajo la influencia de otras hormonas como la progesterona, prolactina, corticoides y hormona del crecimiento.

### Cambios durante el embarazo
Durante el embarazo, el aumento en los niveles de estrógenos y progesterona estimula el desarrollo glandular. Las mamas tienden a hacerse esféricas debido al aumento del tejido adiposo.
En este periodo las mamas se vuelven turgentes y aumentan de tamaño. La pigmentación de la piel de la areola y del pezón aumenta muy notablemente y aparecen pequeñas eminencias granulares en los bordes de las areolas, conocidas como glándulas areolares (también llamadas tubérculos de Montogomery), correspondientes al desarrollo de glándulas sebáceas. La circulación de la mama aumenta y se hacen prominentes las venas superficiales.

### Cambios durante la lactancia
La lactancia tiende a mantener los cambios ocurridos durante el embarazo. Al inicio de la misma y durante las primeras horas, los repetidos intentos de succión por parte del neonato acaban por provocar la salida de una secreción espesa y amarillenta, rica en colesterol, llamada calostro.

## Funciones de la mama

### Lactancia

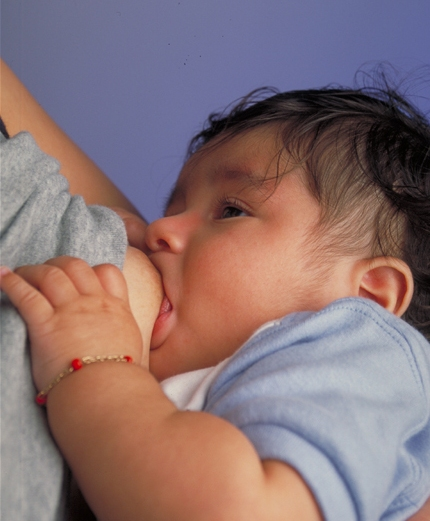
Un bebé en fase de lactancia.

La producción de leche en las mamas comienza desde antes del parto hecho por el cual durante el parto las mamas o, lo que es lo mismo, los senos mamarios, de las parturientas suelen dilatarse o «hincharse» al producir leche las glándulas mamarias (glándulas que en los senos mamarios o mamas de una mujer una vez superada la nubilidad ocupan junto al tejido adiposo gran parte del volumen de las mamas). Sin embargo, la salida de líquido no se suele producir hasta ese momento, debido a la disminución en las concentraciones de progesterona y la producción de prolactina y oxitocina. A partir de ese momento (en algunas mujeres desde antes) la mama segrega calostro, un líquido espeso con suaves propiedades laxantes (tiene un contenido elevado de cloro, sodio, potasio y proteínas) que facilita la evacuación del meconio del intestino del recién nacido. El calostro es segregado durante tres días, una leche intermedia durante los quince siguientes para dar paso a la leche madura posteriormente.
La leche materna contiene más de trescientos componentes, entre los que incluye proporciones elevadas de agua (hasta un 85 %). Aunque podría parecer que esta circunstancia limita el aporte de nutrientes al neonato, es importante considerar que una osmolaridad elevada no es fácil de equilibrar por parte del riñón del lactante que, en sus primeros meses, debe extraer el agua que necesite de la leche y sin aportes adicionales. La composición de la leche materna varía de acuerdo con la edad del neonato, el clima y las necesidades específicas del neonato.
En la leche se encuentran numerosos nutrientes, así como proteínas, aminoácidos, vitaminas, y minerales esenciales además de encontrarse una potente de inmunoglobulinas tipo IgA que actúan como anticuerpos proporcionando al neonato una importante protección ante potenciales infecciones. Las fórmulas lácteas elaboradas a partir de leche bovina, carecen de este componente, y aunque recientemente algunos laboratorios tal es el caso de Bayer, indican que la gammaglobulina (o inmunoglobulina) IgA se conserva en microfragmentos dentro de la fórmula, está fútilmente no es provechosa para el ser humano debido a su estructura molecular ligada a ciertos eslabones de aminoácidos que el organismo humano no puede reconocer y que incluso en ciertos individuos se puede rechazar. Esta es una de las razones por las que se recomienda la lactancia materna durante, al menos, el primer año de vida. Incluso la Organización Mundial de la Salud sugiere amamantar seis meses con lactancia exclusiva (solo leche materna, sin agua, tés o fórmulas lácteas bóvinas o caprinas) y continuar lactando por lo menos hasta los dos años complementando con sólidos la alimentación del neonato.
La psiquiatría estudia el modo en que la lactancia materna refuerza de manera particular el vínculo emocional en la relación madre–hijo de una forma tan sólida como primaria, lo que proporciona una satisfacción particular a ambos, desarrollando en el neonato la semblanza de afecto humano. De hecho, algunas madres prolongan la lactancia de su hijo durante dos años o más, aún a pesar de que el niño toma ya una alimentación muy variada y completa. En teoría, la prolongación de la lactancia tiene además otra consecuencia: durante la misma los niveles de prolactina en sangre se mantienen elevados, lo que impide que se produzca una secreción adecuada de hormona foliculoestimulante (FSH) y luteinizante (LH) con lo que se inhibe la ovulación. Este retraso al retorno de la fertilidad ha dado lugar a un método de anticoncepción llamado MELA, que podría servir durante los primeros seis meses de vida del bebé. Sin embargo, la lactancia como tal no es eficaz como método anticonceptivo.
Se puede inducir la lactancia en una mujer que no haya estado embarazada. No se han reportado diferencias nutricionales entre la leche materna inducida o aquella que resulta de un embarazo.

#### Riesgos quirúrgicos
Cualquier operación efectuada en las mamas, incluyendo cirugía estética, conlleva un potencial de interferencia para una futura lactancia, causando alteraciones en la sensibilidad del pezón y dificultades para interpretar una mamografía. Algunos estudios han demostrado una capacidad de lactancia comparable entre mujeres con macromastia (hipertrofia de mama) en comparación con grupos control en las que la operación reducción de senos se realizó usando una moderna técnica quirúrgica llamada «pedículo superior». Algunos organismos de cirugía plástica aconsejan posponer las reducciones electivos de senos en jóvenes adolescentes debido a que el volumen de la mama puede continuar creciendo considerablemente a medida que maduran las jóvenes y aún se desconocen los riesgos a largo plazo de estas intervenciones estéticas. La mayoría de los cirujanos evalúan cada caso individualmente, antes de someter a una paciente joven a una reducción considerable de senos, para corregir hipoplasia o asimetría severa.

### Función sexual

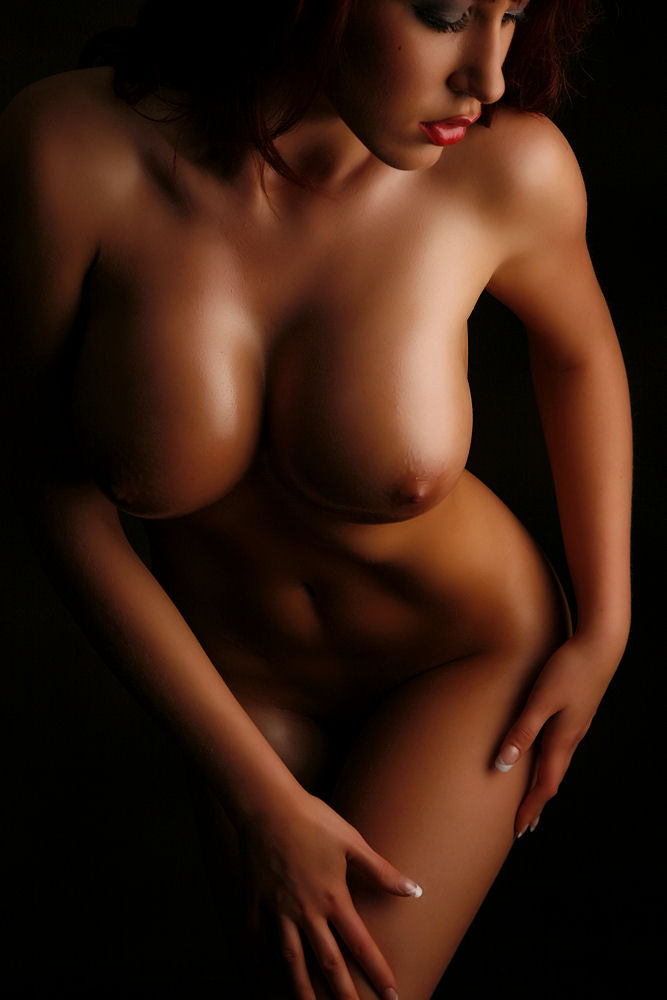
Las mamas de una mujer son zonas erógenas, además de causar atracción sexual.

Las mamas cumplen un papel fisiológico y cultural en la función sexual femenina y masculina humana. Como zona erógena, es muy importante su participación en las relaciones sexuales. Existen numerosas prácticas sexuales centradas en las mamas (véase, por ejemplo, masturbación con los pechos y fetichismo de senos); en las mujeres la excitación sexual suele manifestarse de un modo vegetativo por tres fenómenos: la erección del clítoris (en la entrada de la vagina), generalmente cierta hinchazón de los senos mamarios, que va acompañada por una «erección» o rigidez de los pezones llamada telotismo. En las sociedades occidentales tecnológicamente desarrolladas muchos varones se sienten atraídos, sobre todo, por los senos de gran tamaño. Otros, sin embargo, los prefieren de un tamaño menor aunque turgentes y firmes. En realidad, el tamaño y la forma, así como la consistencia, no predicen en absoluto la capacidad de la mama para producir eficazmente leche. De hecho, gran parte de la mama es tejido adiposo, que, en parte, tiene funciones estructurales y de sostén y que contribuye a proporcionar atractivo sexual a la mujer, pero en absoluto a la lactancia.
La función sexual femenina de la mama, después del diagnóstico y tratamiento del cáncer de mama, no tiende a disminuir o diferir, en especial en mujeres sometidas a cirugías de reconstrucción estética (mamoplastia). Sin embargo, en las mujeres que hayan tenido una mastectomía total se ha notado una disminución en el interés sexual. La quimioterapia tiende a cursar con problemas en la función sexual de la mujer tratada.

## Patologías

### Cáncer

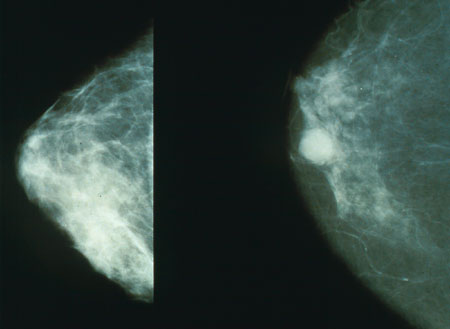
Mamografía de una mama normal (izq) y de cáncer de mama (der).

El cáncer de mama consiste en la proliferación acelerada e incontrolada de células del epitelio glandular entre los conductos delgados que conectan a modo de ramas de un árbol los racimos de lóbulos y lobulillos que componen la glándula mamaria. Como en otros tumores malignos, estas células se caracterizan por presentar particularidades propias de las células embrionarias: son células diferenciadas que han aumentado enormemente sus capacidades reproductivas y que se han vuelto inmortales, es decir, no pueden envejecer. El diagnóstico del cáncer de mama requiere el examen microscópico de una biopsia del tejido mamario sospechoso. La exploración física, la mamografía y otros exámenes de rutina son eficaces en el diagnóstico temprano de la enfermedad.
Los tipos de cáncer que se desarrollan con más frecuencia son el cáncer ductal, si ocurre en los conductos, y el carcinoma lobular, si ocurre en los lóbulos. El cáncer de mama es raro en los varones. Más del 99 % de los casos ocurre en mujeres.
Varios estudios han demostrado que las mujeres de raza negra, en los Estados Unidos, tienen una mayor mortalidad por cáncer de mama, aunque las mujeres de raza blanca tienen una mayor incidencia. Después de ser diagnosticadas, las mujeres de raza negra tienen menos probabilidad de recibir tratamiento en comparación con mujeres de raza blanca. Otros estudios se han enfocado en estas disparidades, y las teorías giran en torno a una menor accesibilidad a los chequeos precoces, de técnicas de diagnóstico y de tratamiento —médico y quirúrgico— y hasta algunas características biológicas en la población negra estadounidense.
Cerca del 50 % de las mujeres con cáncer ginecológico y de seno, tratadas o no, padecen de disfunción sexual a largo plazo. A menudo, las pacientes tratadas por cáncer sienten que la enfermedad fue producto de su actividad sexual y que nuevas relaciones sexuales podrían contribuir a su reaparición. Aunque son creencias erróneas, son preocupaciones y sentimientos reales que deberían ser compartidos con el profesional de salud. La disminución de la libido y otros problemas sexuales en pacientes con cáncer de mama, son síntomas comunes de depresión y, por lo general, al tratar la depresión, mejora la función sexual de la paciente.

### Otras
La infección o inflamación del seno se conoce como mastitis y puede ser de causa bacteriana, por parálisis del flujo glandular (ectasia ductal), abscesos, sífilis, por hongos (actinomicosis), etc.
Otras afecciones benignas incluyen el pezón invertido o congénitas como la (polimastia). Quistes (como la enfermedad fibroquística de las mamas) y otros cambios fibróticos, adenomas, fístulas, galactorrea y papilomas son también frecuentes. Cualquier anormalidad en el seno debe ser consultada con un profesional de salud.